# Amonouahsou
Amonouahsou appartient à une famille thébaine de fonctionnaires au service du roi ; il est scribe de l'écriture divine de la succession d'Amon sous le règne de Ramsès II (XIXe dynastie).

## Biographie
Amonouahsou est un fils de Simout, chef des dessinateurs et de Ouiay ; l'épouse d'Amonouhasou qui s'appelle Iouy est une chanteuse de la déesse Bastet.
Amonouahsou porte des titres qui apparaissent dans sa tombe : chef du temple d'Amon, prêtre-ouâb de Sekhmet, purificateur de la table d'offrande, responsable du festival de tous les dieux dans leurs fêtes annuelles, guide de la barque divine durant les cérémonies d'ouverture de la bouche.

## Sépulture
Sa tombe (TT111) est située à Cheikh Abd el-Gournah. Elle aurait été usurpée par un nommé Pa-tekhy à la fin de la période ramesside.